# Aktzin
Aktzin, también conocido como Aktsin, Aktsini o Aktziní era el dios de la lluvia, el trueno y el relámpago para los antiguos totonacos en el actual México. Variantes de esta deidad eran conocidas como Tláloc para los aztecas y Chaac para los mayas.

## Etimología
El nombre Aktzin parece derivar del totonaco Ak, "alto" (parte superior de la cabeza) y tzin, tzini, "sonido ronco, vibración".: 143 

## Iconografía
Aktzin era representado típicamente como una figura masculina que llevaba algún tipo de tocado y anillos sobre los ojos parecidos a una gafas. En una mano sostenía un martillo o un hacha que produciría truenos y relámpagos al golpear las nubes. De su otra mano brotaba agua, ya sea de la palma o de un recipiente que sostenía. Estos elementos representaban las fuerzas dadoras de vida y a veces destructivas del clima.

## Historia
Los conquistadores españoles liderados por Hernán Cortés se encontraron con la civilización totonaca en 1519 después de su contacto inicial con los mayas de la península de Yucatán. Los territorios totonacas estaban ubicados cerca de la costa del Golfo en lo que hoy es el estado de Veracruz . La ciudad de El Tajín es una zona arqueológica con restos de la capital totonaca que datan de hace más de 1 000 años. Debido al sincretismo con la religión católica, Aktzin acabó asociado con San Juan Bautista.: 27, 141–148, 193–194 